# Departamento General San Martín (Córdoba)
General San Martín es un departamento de la provincia argentina de Córdoba.

## Historia
El actual departamento General San Martín ha sufrido un largo proceso hasta su conformación definitiva. Originalmente, parte de este territorio, junto con los ubicados en el norte de los actuales departamentos Unión y Marcos Juárez, formaba la antigua jurisdicción de Departamento Tercero Abajo.
En noviembre de 1860, y basándose en la facultad otorgada por el Poder Ejecutivo cordobés a través de la ley provincial del 15 de julio de 1858, el gobernador Félix de la Peña decretó la división en dos partes de esta unidad política: una continuó denominándose Tercero Abajo, mientras que la otra pasó a llamarse Unión.
Finalmente, el viejo nombre de Tercero Abajo fue cambiado por el de General San Martín a través de la ley provincial N.º 4059 de 1946, cuya cabecera departamental es Villa María, adquiriendo esta categoría por medio de la ley N.º 2436 del año 1915.
Por ley n.º 10286 sancionada el 1 de julio de 2015 un sector de 112 ha 6094 m² fue separado del departamento San Martín e incorporado al de Unión, dentro del ejido de la comuna de Ana Zumarán.

## Economía
La economía de General San Martín es una de las más pujantes de la provincia de Córdoba. La base de su potencial está en la conjunción de la producción del campo con las industrias que se levantan en casi todas las poblaciones de esta unidad política.
Entre los cultivas más destacados se encuentran el maní, la soja, el trigo, la avena y el maíz entre otros.
En cuanto a la ganadería, en 2002, las existencias eran de 269740 vacunos, 7139 porcinos y 1748 equinos, entre otras.
Numerosos establecimientos, grandes y pequeños, procesan diariamente miles y miles de litros de leche, abastecidos por los tambos de la región: manteca, leche en polvo, quesos y dulce de leche, entre otros productos, se elaboran en este departamento, exportándose principalmente a los mercados de América.
El aglomerado de Villa María y Villa Nueva se ha convertido en un polo comercial e industrial de gran envergadura. Un sinnúmero de plantas fabriles desarrollan sus actividades en estas ciudades.
Otra actividad distintiva de la región es la del procesamiento de maní, teniendo como principal producción el maní confitería, destinado a la exportación.
También ha sido histórica la presencia de la fábrica militar, destinada principalmente a la elaboración de pólvora.

## Demografía

### Estructura
Según el censo 2022 la población total del departamento es de 154 269 personas, repartidas en 
79 052 mujeres y 75 212 hombres, con un índice de masculinidad de 95,1 hombres por cada 100 mujeres. 
La edad mediana de la población es de 33 años (34 años entre las mujeres y 31 años entre los hombres).
El 12,1% de la población tiene más de 65 años (frente al 11,7% en 2010), y el 2,7% de la población tiene más de 80 años (mismo porcentaje que en 2010)

### Salud y educación
El 69,4% de la población tiene al menos un tipo de cobertura de salud. 
Unas 50 410 personas asisten a algún tipo de establecimiento educativo de cualquier nivel y unas 20 148 personas tienen un título terciario o superior (14,1% sobre el total de la población instruida). La tasa de alfabetización es del 99,8

### Migraciones
De las personas residentes en el departamento, unas 17 775 (11,5% del total de población) nacieron en otra provincia, y unas 2 186 (1,4% del total de población) lo hicieron fuera del país, siendo los grupos de inmigrantes más numerosos los provenientes de:
- Bolivia: 696 personas
- Paraguay: 224 personas
- Venezuela: 162 personas
- Chile: 146 personas
- Colombia: 84 personas

### Hogares
En el departamento hay un total de 68 017 viviendas  y 57 886 hogares. 
En cuanto al régimen de tenencia y regularidad de la propiedad de las viviendas, el 54,4% es propia, el 32,1% es alquilada, el 8,2% es cedida o prestada, y el resto se encuentra en otra situación.
Sobre el total de hogares, 54 285 (93,7% del total) tienen acceso a red pública de agua corriente, 47 100 (81,3% del total) tienen desagüe y descarga a red pública cloacal, 41 306 (71,3% del total) tienen acceso a red pública de gas, y 48 612 (84,0% del total) tienen acceso a red de internet en la vivienda. 

### Censo 2001
Durante el período 1991-2001, el departamento experimentó un crecimiento relativo del 10,41%, indicador ligeramente inferior al del crecimiento provincial, que rondó en el 11%.
Una de las características demográficas más llamativas de esta unidad, y que se ha acentuado en el último período intercensal, es la concentración de personas en el aglomerado urbano de Villa María-Villa Nueva: en el año 2001, el 76,35% de los habitantes de General San Martín residían en estas dos ciudades.

## Pedanías

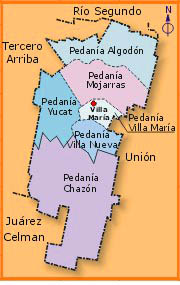
Pedanías de General San Martín.

Para los fines catastrales el departamento se divide en seis pedanías: 
- Algodón
- Chazón
- Mojarras
- Villa María
- Villa Nueva
- Yucat

## Localidades y gobiernos locales
El departamento comprende 15 gobiernos locales categorizados como municipios, cuyos ejidos municipales no son colindantes y por tanto no ocupan la totalidad del territorio departamental: 
- Arroyo Algodón
- Arroyo Cabral
- Ausonia
- Chazón
- Etruria
- La Laguna
- La Palestina
- La Playosa
- Luca
- Pasco
- Silvio Pellico
- Ticino
- Tío Pujio
- Villa María
- Villa Nueva

Hay otras 4 localidades que no se constituyen en gobiernos locales y por tanto no posee ejido municipal ni autoridades propias:
- Las Mojarras
- Sanabria, dentro del ejido del municipio de Ausonia.
- Villa Albertina, dentro del ejido del municipio de Villa María.
- Villa Oeste, dentro del ejido del municipio de Villa Nueva.

## Sismicidad
La sismicidad de la región de Córdoba es frecuente y de intensidad baja, y un silencio sísmico de terremotos medios a graves cada 30 años en áreas aleatorias. Sus últimas expresiones se produjeron:
- 22 de septiembre de 1908 (116 años), a las 17.00 UTC-3, con 6,5 Richter, escala de Mercalli VII; ubicación 30°30′0″S 64°30′0″O / -30.50000, -64.50000; profundidad: 100 km; produjo daños en Deán Funes, Cruz del Eje y Soto, provincia de Córdoba, y en el sur de las provincias de Santiago del Estero, La Rioja y Catamarca[25]

- 16 de enero de 1947 (78 años), a las 2.37 UTC-3, con una magnitud aproximadamente de 5,5 en la escala de Richter (terremoto de Córdoba de 1947)[24]

- 28 de marzo de 1955 (70 años), a las 6.20 UTC-3 con 6,9 Richter: además de la gravedad física del fenómeno se unió el desconocimiento absoluto de la población a estos eventos recurrentes (terremoto de Villa Giardino de 1955)

- 7 de septiembre de 2004 (20 años), a las 8.53 UTC-3 con 4,1 Richter

- 25 de diciembre de 2009 (15 años), a las 21.42 UTC-3 con 4,0 Richter